# Autopista del Sur (Belice)
La autopista del Sur de Belice es una autopista de América Central que se comunica con la Autopista del Hummingbird. La misma recorre el sur de Belice hasta los pueblos de Dangriga y Punta Gorda. Actualmente se encuentra totalmente pavimentada, al concluirse los trabajos de pavimentación del segmento que une el Golden Stream con las Big Falls en el año 2008. Esta autopista brinda acceso a numerosas ruinas mayas y áreas naturales. Los sitios mayas de Nim Li Punit y Lubaantún se encuentran a pocos kilómetros al oeste de la autopista en el sur de Belice. Existen planes para unir esta autopista con la red vial centroamericana y con la carretera Panamericana.